# 인천창신초등학교
인천창신초등학교는 대한민국 인천광역시 서구 원당동에 있는 공립 초등학교이다.

## 학교 연혁
| 1938년 | 6월 25일 | 창신 학술 강습소 개강                 |
| 1946년 | 5월 16일 | 검단국민학교 당하분교장 인가          |
| 1949년 | 8월 18일 | 창신국민학교 인가                     |
| 1949년 | 9월 1일  | 창신국민학교 개교                     |
| 2006년 | 3월 1일  | 새 학교 신축 이전                     |
| 2006년 | 3월 1일  | 혁신연구학교 지정(1년)                |
| 2006년 | 9월 1일  | 생명의 숲 가꾸기 학교 지정            |
| 2007년 | 6월 10일 | 학교이전 표지석(총동문회 기증) 제막식 |
| 2008년 | 9월 30일 | 푸른숲 학교상 수상                    |
| 2009년 | 8월 5일  | 글향기샘터 도서관 리모델링            |